# 中三
株式会社中三（なかさん、英: Nakasan Co., Ltd.）は、青森県など北東北地方で百貨店を運営していた日本の企業である。キャッチコピーは「ともに、あなたと。嬉しい明日へ。」。
2011年（平成23年）3月30日、青森地方裁判所に民事再生手続きを申し立て経営破綻したが、2015年（平成27年）2月26日、青森地裁から民事再生手続の終結決定を受け、再建手続が完了した。しかし、2024年（令和6年）8月29日には事業を停止し、青森地方裁判所弘前支部に自己破産の手続きを申請し、同日付で破産手続開始決定を受けた。

## 歴史

### 創業、株式会社化
1896年（明治29年）6月に青森県五所川原市寺町で呉服店を創業し屋号を中三としたのが始まりである。
1935年（昭和10年）に合資会社中三中村呉服店として法人化。
1950年（昭和25年）8月に株式会社中三呉服店として株式会社化し、1954年（昭和29年）5月に現在の株式会社中三に商号変更し、同年7月に五所川原の寺町店を廃止して同じ五所川原の本町支店とした。

### 百貨店の開業と多店化
1962年（昭和37年）11月に弘前市に弘前店を開店し、1964年（昭和39年）に五所川原本店で百貨店としての営業に乗り出した後、今度は秋田県秋田市への出店を目指してマルナカの跡地を取得したものの地元の理解を得られず、1972年（昭和47年）にその土地を売却して秋田への進出は一旦断念。後に秋田市郊外に進出している。
その後大丸と資本・業務提携し、1974年（昭和49年）5月に青森市に進出して現在の本店である青森店を開店し、1981年（昭和56年）には岩手県に進出し、5月に盛岡市の川徳の旧店舗を買収して盛岡店を開店したほか同年2月に二戸市にも二戸店を開店して県外にも進出するなど百貨店の多店化を推し進め、同年11月に本社を青森市に移転した。

### 郊外型ショッピングセンターへの対応と挫折
1992年（平成4年）、柏村にイオン柏ショッピングセンター（現：イオンモールつがる柏）が開業するなど創業の地である五所川原市の商業環境が大きく変化し始めると、当時の中村伸太郎会長が五所川原店の会長室に地元の商業者を集めて町の将来を考える勉強会を開き、従来ライバル意識から交流が少なかった商店主たちをまとめ上げ、それをきっかけに消費者が市外へ流出するのを避けようという意識を芽生えさせることに成功した。

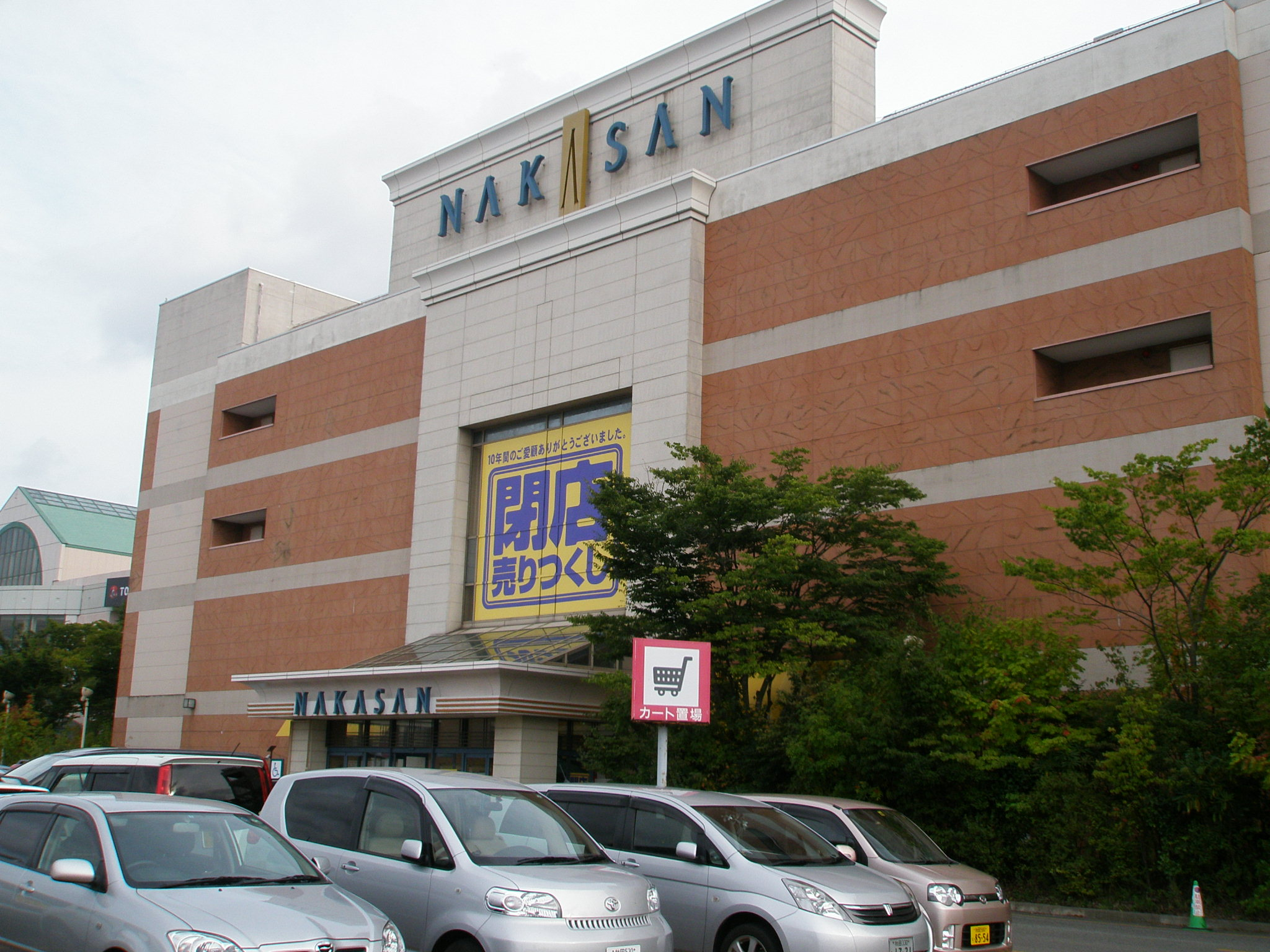
閉店前の中三秋田店（2008年9月）

さらに米国型ショッピングセンターが日本でも定着し郊外型百貨店が成長すると見て自ら乗り出すこととし、1994年（平成6年）5月にジャスコ（現：イオン）と資本・業務提携して出資を受け、1997年（平成9年）10月3日に秋田県秋田市のイオン秋田ショッピングセンター（現：イオンモール秋田）に郊外型百貨店の秋田店（売場面積約13,500m2）を開店し、日本では珍しい郊外型ショッピングセンター内で総合スーパーと共に2核1モールを形成する核店舗としての郊外型百貨店という画期的な業態へ挑戦して注目を集め、秋田店開店翌年の1998年（平成10年）8月期には415億9200万円の売上を上げるまでに成長した。
しかし、五所川原店で中村伸太郎会長が開いた勉強会をきっかけに大局的な見地からの考えを持つようになった商店主たちが自ら第三セクターを設立し、1997年（平成9年）に郊外型ショッピングセンター「エルムの街」を五所川原市唐笠柳に開業し、そこに核店舗としてイトーヨーカドーが進出した。それに伴い、提携していた「マルキ飛島」が閉店し、1995年（平成7年）に閉店に追い込まれていた「丸友」を含めてかつて3店あった五所川原市中心部の大型店が中三のみとなって集客力が減少。発祥の地である五所川原店は、1992年（平成4年）8月期に54億円だった売上が24億円まで激減し、6年の間平均4,000万円の赤字を計上し続けて累積損失が2億円を超え、損失解消の目処が立たなくなったため、2006年（平成18年）1月22日に閉店に追い込まれた。
また、自ら郊外での主力事業として挑戦した秋田店は、珍しい郊外型百貨店として広域から集客したが、地元商工会などのクレームにより、食料品部門の完全削減を含めた当初計画の売り場面積の3割カットを余儀なくされるなど様々な規制をかけられた。その上、他のショッピングセンター内の店舗とのプライスラインの違いに苦しみ、価格と百貨店らしい高級感とのギャップを埋められず、郊外ショッピングセンター型百貨店の業態確立に失敗。ピークとなった2004年（平成16年）8月期でも売上は約50億円に留まるなど業績が低迷したため、2008年（平成20年）10月20日に閉店に追い込まれ、当初秋田店に続く2号店として予定していたイオンモール下田への出店も事実上断念。郊外型ショッピングセンター内での百貨店運営への挑戦も失敗に終わった。なお、イオンモール下田には開店当初、小規模ではあるが当店のおみやげコーナー「北のれん」があった。
その結果、当初のイオンとの業務提携の目的がなくなったため、2009年（平成21年）1月末日で商品仕入取引を終了して同年2月20日付で提携関係を解消。それに伴い、イオン側が保有していた発行済み株式の16.2%に当たる210万株すべてを4月30日に1株1円で創業家の中村せつに譲渡されて資本提携も完全消滅した。
こうした規模縮小に伴い、五所川原店を閉店した直後の2006年（平成18年）8月期に292.21億円となった売上高は、2007年（平成19年）は272.89億円、2008年（平成20年）には260.05億円と落ち込み続けた。
そして秋田店閉店後、本社のある青森店と弘前店、盛岡店という北東北の3都市の中心市街地の百貨店に経営資源を集約した。その後も郊外型総合スーパー（GMS）との競争などの影響を受けて苦戦が続き、2009年（平成21年）213.25億円、2010年（平成22年）185.54億円と2期連続して売上が減少し、5期連続の最終赤字となった。

### 盛岡店爆発事故発生、経営破綻
秋田店閉店直前の2008年（平成20年）8月期には秋田店閉店に伴う損失計上によって、純資産額と連続赤字を計上しないという2点で2005年（平成17年）9月27日付で契約したシンジケートローン契約の財務制限条項に抵触する事実が生じ、継続企業の前提に関する重要な疑義が有価証券報告書に記載されるほど追い詰められていた。
そこへ2011年（平成23年）3月11日に東北地方太平洋沖地震（東日本大震災）が発生。3月14日に盛岡店で爆発事故（中三が出火元ではなく近隣の地下で派生したもらい事故であることが後日判明）が起きて、年商の約3割、50億円を占める盛岡店が休業に追い込まれたことで月4億円の売上を喪失したことが大きな打撃となった。
さらに爆発事故があった盛岡店以外でも、青森店と弘前店で衣類の買い控えが強まり売り上げは減少。3月30日時点の現預金残高約6.5億円に対して、3月31日および4月中に支払期限が到来する営業債務は合計約9.5億円で、仕入れ代金の決済が不能となった。同年3月30日、民事再生法の適用を青森地方裁判所に申請し受理された。
負債総額は約122.5億円で、県内企業としては過去7番目の大型倒産となった。同日、関連会社の株式会社中三友の会、株式会社はな膳の2社が青森地方裁判所に破産を申請。中三発行の全国百貨店共通商品券は同年4月1日以降、利用約款の規定（第4条第1項1号に該当）により利用できなくなった。
中三の第62期有価証券報告書によると再生債務の総額は約144.1億円で、青森銀行約36.2億円、みちのく銀行約35.86億円など。
なお、関連会社の株式会社中三友の会および株式会社はな膳の両社は、中三本体と同時に青森地方裁判所に破産手続開始の申立てを行った。株式会社中三友の会は10月17日に、株式会社はな膳は4月27日に破産手続開始の決定を受けた。弘前店の駐車場管理会社の土手町街づくり株式会社は、6月16日に青森地方裁判所に民事再生手続開始の申立てを行って同月30日に民事再生手続き開始の決定を受けるなど、関連会社も連鎖して破綻した。

### 再生に向けた動き
青森・弘前の2店舗が営業再開をする4月8日の前日（4月7日）の深夜に東北地方太平洋沖地震の余震と見られる地震による停電が発生し、その影響で臨時休業を余儀なくされた。4月9日に食料品を中心として再開したものの、全国百貨店共通商品券だけでなく、中三友の会の買い物券や中三発行の商品券は全て使用できなくなり、全国百貨店共通商品券の相談窓口も開設された。
そして4月14日に青森地方裁判所は民事再生手続の開始を決定。6月21日まで債権の届出を受付け、10月7日を再生計画の提出期限とした。
約580人いた全従業員は一旦解雇され、営業継続のため265人が雇用された。
再建のスポンサーには十数社が名乗りを上げ、店舗の維持や雇用の確保を重視しながら選定し、7月29日に企業再生に取り組む投資ファンドのフェニックス・キャピタルとスポンサー契約を結んだ。
その後にフェニックスと共に再建に向けて策定された民事再生計画は11月11日（修正再生計画案）に青森地方裁判所に提出され、2012年（平成24年）1月30日の債権者集会で案が可決された。翌日に青森地方裁判所が認可を決定し、不服申し立てがなかったことから2月25日に確定した。
その結果、100%減資後にフェニックス・キャピタルが出資して子会社化。社長以外の2人の役員派遣と貸付を行って、青森本店と弘前店の2店の百貨店に事業を絞り込み、営業を続けながら改装して再建を目指すこととなった。
盛岡店は修復費用に数億円単位の投資がかかるため再開困難として爆発事故以来休業状態となっている盛岡店については中三としての事業再開はせず、2011年（平成23年）12月13日付で盛岡店をラオックスの経営再建に取り組んだ経験を持つ投資会社のマイルストーンターンアラウンドマネジメントに譲渡する基本合意書が締結された。2012年（平成24年）4月11日に譲渡契約を正式に締結して同月中に建物が譲渡され、従業員も引き継がれることとなった。
基本合意書締結時点でのマイルストーン社の構想では、地下1階はその場で食べることが可能なイートイン形式を取り入れた生鮮食料品も扱う食品売場とし、1階に食品や服飾・雑貨売場を設け、2階以上はテナントを導入、2012年（平成24年）に一部開業して秋には全館開業する計画だった。しかし、譲渡が遅れたため建物の復旧工事を行った後の8月から9月の開業を目指すことになった。復旧工事はさらに遅れ、2012年（平成24年）10月29日に「Nanak」として1階、2階の一部と4階が部分開業することになった。
従来の三菱UFJニコスと提携して発行していたクレジットカードの会員数が5,000人まで減少したことからその提携を解消。2012年（平成24年）8月から日専連ホールディングスと提携して新しいクレジットカード「NAKASAN CARD」の発行を開始することになった。
2015年（平成27年）2月26日に青森地方裁判所から民事再生手続の終結決定を受け、再建手続を終了した。2016年10月には北東北を中心に薬局などを展開する青森市の企業MiKが中三の全株式をフェニックス・キャピタルから取得したと発表し、青森・弘前の2店舗体制を維持しながら経営再建を進めていくとしていた。
2019年（平成31年）4月30日をもって、青森本店が再開発のため閉店した事により、本社の運営する百貨店は弘前店のみとなった。これに伴い、本店を弘前店に移設した他、同年5月24日より青森市本町にサテライト店を開設したが、2024年（令和6年）4月21日をもって閉店している。

### 事業停止、破産手続開始
しかし、郊外型ショッピングセンターやインターネット通販との競合、コロナ禍による消費低迷で業績悪化に歯止めがかからなかった事から、MiKは2024年1月に非常勤の役員を引き上げたと同時に、これ以上の支援を行う事は困難と判断。弘前店自体も、テナントとして入居していたジュンク堂書店が2024年4月に閉店して以降は閉店するテナントが増え、2024年8月時点では全9フロア中5フロアを閉鎖していた。このため中三は2024年8月29日、青森地方裁判所弘前支部に自己破産の手続きを申請し、事業を停止。同日付で破産手続開始決定を受けた。負債総額は同日時点で約9億円、債務超過額が約8億4,000万円。これにより、中三最後の1店舗となった弘前店は閉店し、再開発事業者を探索中である。

## 沿革
- 1896年（明治29年）6月 - 青森県五所川原市で創業[8]。
- 1935年（昭和10年） - 合資会社中三中村呉服店として法人化[9]。
- 1950年（昭和25年）8月 - 株式会社中三呉服店として株式会社化[1]。
- 1954年（昭和29年）5月 - 株式会社中三となる[1]。
- 1962年（昭和37年）11月 - 弘前店開店[8]。
- 1964年（昭和39年） - 五所川原店が百貨店になる[10]。
- 1972年（昭和47年） - 秋田市への進出を断念[11]。
- 1974年（昭和49年）5月 - 青森店開店[8]。
- 1981年（昭和56年）5月 - 盛岡店開店（旧川徳デパートの跡地に初めて青森県以外に出店[8]、その後増床。川徳デパートは移転し、現在も営業中）。
  - 11月 - 本社を青森市に移転[2]。
- 1995年（平成7年） - 弘前店大幅改装・増床。
- 1997年（平成9年）10月3日 - 秋田店開店（イオン秋田ショッピングセンターとしてジャスコ御所野店と一体化している）[15]。
- 2006年（平成18年）1月22日 - 五所川原店閉店。1896年の創業以来の店舗だった。近年の競争の激化による6期連続赤字だったことや建物の老朽化のため。
- 2008年（平成20年）10月20日 - 秋田店閉店[16]。
- 2009年（平成21年）4月30日 - イオングループとの提携を解消[17]。
- 2009年（平成21年）9月 - ホームページ移転（www.nakasan.co.jp/→www.nakasan-dept.com/）。
- 2011年（平成23年）3月14日 - 盛岡店でガス爆発事故が発生、死者1人を出す[20]。
  - 3月30日 - 民事再生法の適用を青森地裁に申請し受理される[8]。負債総額：約122億5千万円[21]。
  - 4月9日 - 青森店・弘前店が11日ぶりに営業を再開[26]。
  - 4月14日 - 青森地裁より民事再生手続き開始決定を受ける[27]。
  - 7月29日 - 再建スポンサーをフェニックス・キャピタルと決定し、スポンサー契約を締結[29]。
  - 12月13日 - 盛岡店をマイルストーンターンアラウンドマネジメントに譲渡する基本合意書を締結[33]。
- 2012年（平成24年）2月25日 - 再生計画が確定
  - 4月 - 100%減資後にフェニックス・キャピタルが出資して子会社化[30]
  - 5月3日- 弘前店6・7階にジュンク堂書店オープン（丸善ブランドの文房具コーナーを併設）。
    - マイルストーンターンアラウンドマネジメントに盛岡店を譲渡[35]
- 2015年（平成27年）2月26日 - 青森地方裁判所から民事再生手続きの「終結決定」を受け、再建手続きを終了[39][40]。
- 2016年（平成28年）10月4日 - 青森市の企業MiKがフェニックス・キャピタルから中三全株式を取得し子会社化[42]。
- 2018年（平成30年）12月25日 - 翌2019年4月をもって、青森本店の営業を一時休止することを発表。
- 2019年（平成31年）
  - 4月30日 - 青森本店が閉店[45]。
  - 5月24日 - 青森市本町に青森中三サテライト店を開店[3]。
- 2024年（令和6年）
  - 4月21日 - 青森中三サテライト店が閉店[43]。
  - 8月29日 - 青森地方裁判所弘前支部から破産手続開始決定を受ける[5][6][7]。弘前店は閉店[7][44]。

## 店舗

### 過去に存在した中三の店舗
- 二戸店（岩手県二戸市・1981年（昭和56年）2月開店[1] - 1983年（昭和58年）閉店[46]）
  - 建物はその後ダイエー二戸店が居抜き出店したが、同店も2001年（平成13年）2月28日をもって閉店。

- 五所川原店（青森県五所川原市・1896年（明治29年）6月開店 - 2006年（平成18年）1月22日閉店）

- 秋田店（秋田県秋田市・1997年（平成9年）10月開店 - 2008年（平成20年）10月20日閉店）
  - イオンモール秋田内。専用の郵便番号〒010-1494があった。不採算のため閉店。
  - 店舗跡は改装され、2009年（平成21年）4月24日にイオンモール秋田の専門店街となった[47]。

- 盛岡店（岩手県盛岡市・1981年（昭和56年）5月21日開店 - 2011年（平成23年）3月14日閉店）
  - 旧川徳の建物に出店。2011年（平成23年）3月14日の爆発事故を受けて長期の休業に入ったまま閉店し、12月13日付で投資会社のマイルストーンターンアラウンドマネジメントに譲渡する契約を締結した。2012年（平成24年）10月29日に百貨店「Nanak」として営業を再開したが、同店も2019年（令和元年）6月2日をもって閉店し、建物は解体された。
  - 跡地には2024年（令和6年）7月11日に複合商業施設「monaka（もなか）」がオープンした。
  - なお、盛岡市の津志田地区には中三の社宅が存在していたが、途中から使用されないままとなり、盛岡店閉店後の2012年（平成24年）頃に建物は解体されている。また、盛岡店は途中から新ロゴに変更されたものの、社宅は最後まで旧ロゴが掲げられたままとなっていた。

- 青森本店（青森県青森市新町・1974年（昭和49年）5月開店[1] - 2019年（平成31年）4月30日閉店[45]）
  - 跡地には2023年（令和5年）4月25日にMiKが手がける複合商業施設「THREE（スリー）」がオープンした[45]。

- 青森中三サテライト店（青森県青森市本町1丁目1-44・2019年（令和元年）5月24日開店 - 2024年4月21日閉店[43]）
  - 旧青森本店の閉店後、青森市本町にサテライト店を開設して営業[48]。

- 弘前店（青森県弘前市土手町49-1・1962年（昭和37年）11月開店 - 2024年（令和6年）8月29日閉店） 1995年（平成7年）毛綱毅曠の設計で増築。
  - 2019年に青森市新町から弘前市土手町に本店所在地が移されている[3][4]。前述の通り破産手続き開始に伴い閉店。

## 中みそ
中みそ（なかみそ）は、中三のフードコートで提供されてきた味噌ラーメン。中細の麺に野菜やひき肉などのトッピング、ショウガとニンニクの効いた甘めのスープが特徴。名前は「中三の味噌ラーメン」を略した愛称。

### 歴史
1969年、中三五所川原店のフードコートで味噌ラーメンの提供が始まった（1979年提供終了）。当時のラーメンは白みそをベースに、ショウガとニンニクを加えたスープを使用していた。
弘前市の中三弘前店では、1971年から提供されるようになった。弘前市の「中みそ」は、赤みそをベースとしたスープが特徴で、地元メディアが弘前の「ソウルフード」として紹介するほど市民に親しまれた。繁忙期の年末年始には1日800杯程度を売り上げ、その人気から2012年頃には提供店舗の名称が「チャイナドール」から「中みそ」へと変更された。

### 商品化
中みそは2016年からチルド麺として販売されるようになった。2021年には袋麺が発売され、2022年には中三弘前店の開店60周年を記念して、ローソンとのコラボレーションによりカップ麺が発売された（開発と製造はサンヨー食品）。このカップ麺は2023年3月の時点で累計販売数量50万食を突破。同年3月28日にはリニューアル版が全国のローソンで販売された。

### 中三弘前店閉店とその後
2024年8月29日に中三弘前店が閉店。中みそは同年11月8日から、弘前市駅前町の商業施設ヒロロで営業を再開させた。中三の親会社MiKの関連会社イーデライトが運営。4階フードコートに出店し、店名は「中みそ」を引き継いだ。

## ロゴマーク
現在のロゴマークは、青紫色と黄色を基調とし「NAKASAN」（Aは横棒がないもの）と書かれたものである。
以前は、赤色の地に白抜きで3本の波線のようなもので形成されている「N」の文字とその下に「Nakasan」や「中三」と書かれたロゴが使われていた。

## テレビCM
- あの瞬 RABテレビが伝えた青森 - 青森放送テレビで2009年10月より放送されているミニ番組（2010年1月から3月まで、当社の一社提供番組。）
- おはようほっとスタジオ - 青森放送テレビで土曜日朝に放送されていた番組で、スポンサーに付かなかったが、CMが放映されていた。

## 関連項目

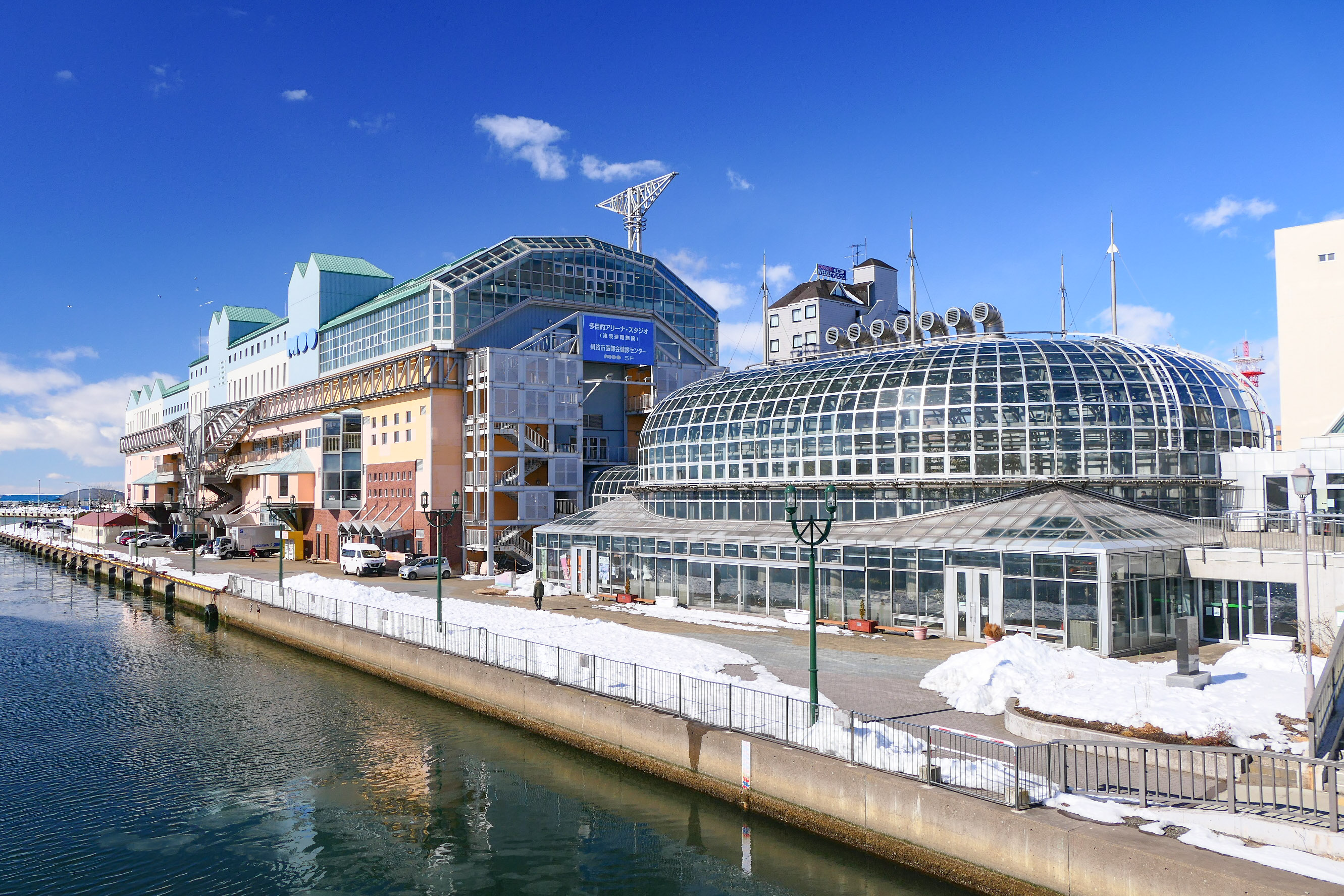
釧路フィッシャーマンズワーフMOO（左奥が商業棟施設である「MOO」。右手前が屋内型温室施設「EGG」）